# Bosconia
Bosconia – miasto w Kolumbii, w departamencie Cesar.